# نادي خيريث

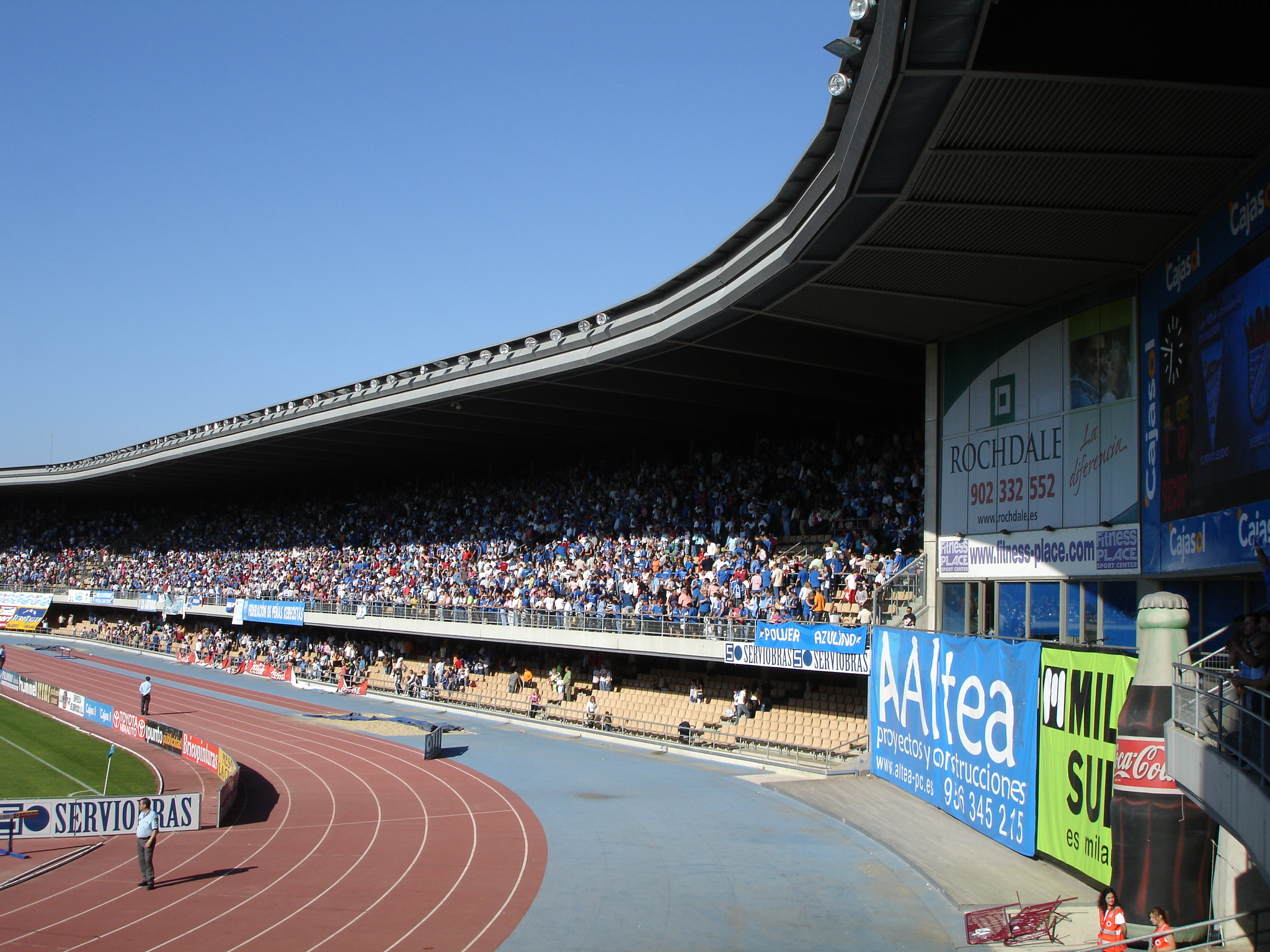
ملعب نادي خيريس

نادي خيريث (Xerez) هو نادي كرة قدم إسباني مقره في شريش بإقليم أندلسية. يلعب النادي حاليًا في دوري الدرجة الخامسة لكرة القدم الإسبانية.
تأسس النادي في 24 سبتمبر 1947، وكان أكبر نجاح للنادي في عام 2009 ، عندما تمكن من اللعب في الدوري الإسباني للمرة الأولى في موسم 2009-10. لكن خيريث أنهى في المركز الأخير وهبط. بعد عدة مواسم من المشاكل المالية، هبط الفريق في النهاية إلى الدرجة الخامسة بحلول عام 2016.

## تشكيلة اللاعبين
| الاسم                                                           | المركز | الرقم |
| --------------------------------------------------------------- | ------ | ----- |
| خوسيه خوليو إغليسياس بالإنجليزية (JULIO José IGLESIAS )         | حارس   |       |
| رينان بريتو بالإنجليزية (Renan Brito)                           | حارس   |       |
| ستيفان بوراتو بالإنجليزية (Stéphane Porato )                    | حارس   | 1     |
| تيتي بالإنجليزية (TETE )                                        | حارس   | 25    |
| اسيير ارانز مارتن بالإنجليزية (Asier Arranz Martin              | دفاع   |       |
| ايثامي ارتيليس اوليفا بالإنجليزية (Aythami Artiles Oliva )      | دفاع   |       |
| دافيد بريتو بالإنجليزية (David Prieto )                         | دفاع   |       |
| سيلو بالإنجليزية (Selu )                                        | دفاع   |       |
| فيكتور سانشيز بالإنجليزية (Victor Sanchez)                      | دفاع   | 14    |
| كارلوس كالفو بالإنجليزية (Carlos Calvo )                        | وسط    | 19    |
| ايميليو فيقيرا بالإنجليزية (Emilio Moure Viqueira )             | وسط    | 10    |
| مومو بالإنجليزية (Figueroa Momo )                               | وسط    | 11    |
| فرنسيسكو خيسوس بيريز بالإنجليزية (Francisco Jesus Perez Malia ) | وسط    | 7     |
| محمد رابيو بالإنجليزية (Mohamed Rabiu )                         | وسط    | 19    |
| سيدي يايا كيتا بالإنجليزية (Sidi Yaya Keita )                   | وسط    |       |
| جيانكارلو مالدوندادو بالإنجليزية (Giancarlo Maldonado )         | هجوم   |       |
| ماريو بيرميخو بالإنجليزية (Mario Bermejo )                      | هجوم   | 9     |

## أبرز المدربين
- نستور غوروسيتو[2]
- بيرند شوستر
- كارلوس أريوي
- مانويل روز
- ايستيبان فيغو[3][4]